# Bonifaciói-szoros
A Bonifaciói-szoros (korzikaiul Bucchi di Bunifaziu, franciául Bouches de Bonifacio, olaszul Bocche di Bonifacio, szárdul Istrettu de Bonifacio)  Korzikát és Szardíniát elválasztó tengerszoros a Földközi-tengeren. 
Legkeskenyebb részén 12 km széles és 70 m mély. Nevét az északi parton, Korzikán található Bonifacio városáról kapta.
Korzikától néhány km-re délre, a szorosban fekszenek a lakatlan Lavezzi-szigetek.

## Képek

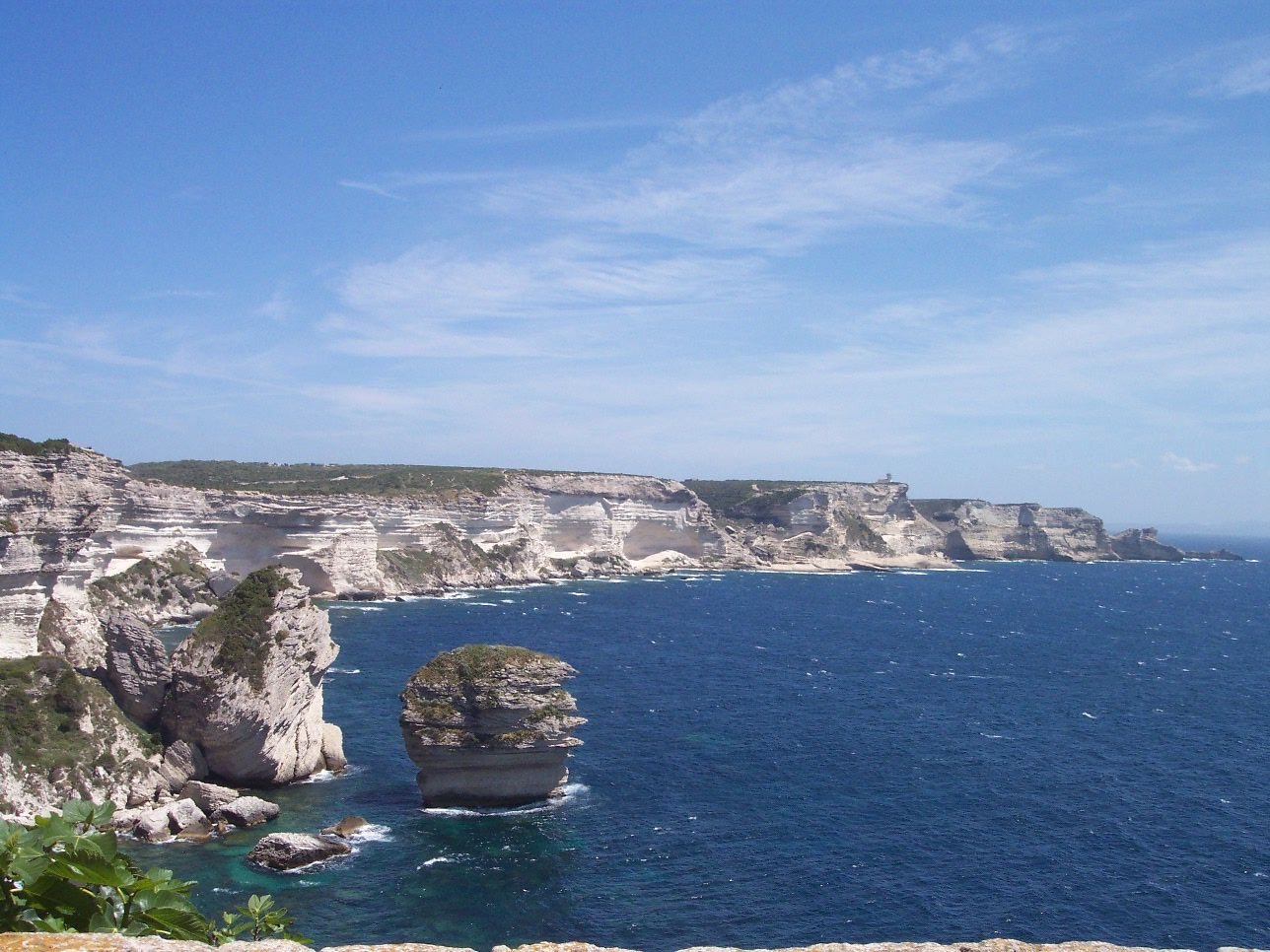
A korzikai part természetvédelmi terület
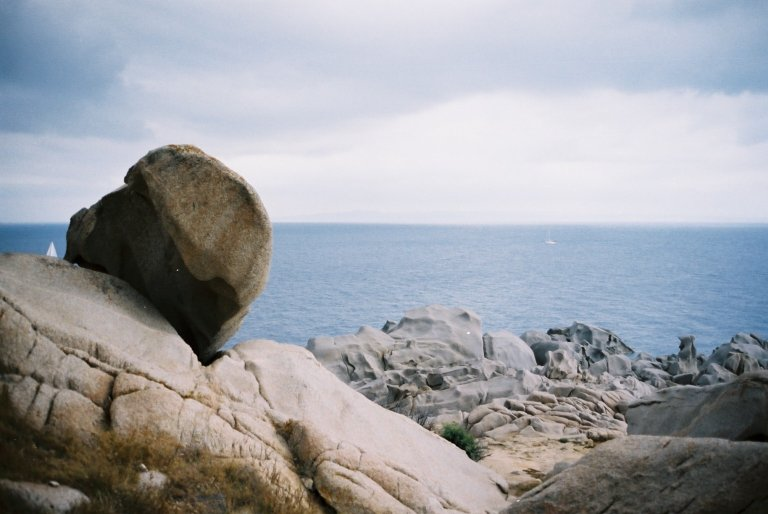
A Bonifaciói-szoros Szardínia felől. A távolban Korzika partjai látszanak halványan